# Healdsburg
Healdsburg is een plaats (city) in de Amerikaanse staat Californië, en valt bestuurlijk gezien onder Sonoma County.

## Demografie
Bij de volkstelling in 2000 werd het aantal inwoners vastgesteld op 10.722.
In 2006 is het aantal inwoners door het United States Census Bureau geschat op 10.961, een stijging van 239 (2.2%).

## Geografie
Volgens het United States Census Bureau beslaat de plaats een oppervlakte van
9,9 km², waarvan 9,8 km² land en 0,1 km² water. Healdsburg ligt op ongeveer 31 m boven zeeniveau.

## Plaatsen in de nabije omgeving
De onderstaande figuur toont nabijgelegen plaatsen in een straal van 24 km rond Healdsburg.

## Geboren
- Ralph Rose (1885-1913), kogelstoter